# سرگئی ساوین
سرگئی ساوین (روسی: Сергей Александрович Савин؛ زادهٔ ۷ اکتبر ۱۹۸۸) بازیکن والیبال اهل روسیه است.
ساوین در حال حاضر عضو تیم ملی والیبال روسیه و باشگاه گوبرنیا نیژنی نووگورود است.